# 日本平
日本平（にほんだいら）は、静岡県静岡市駿河区と清水区の境界にある丘陵地、および景勝地である。名称は日本武尊（やまとたけるのみこと）が東征の際に山頂から四方を眺めたという伝説に由来する。

## 概要

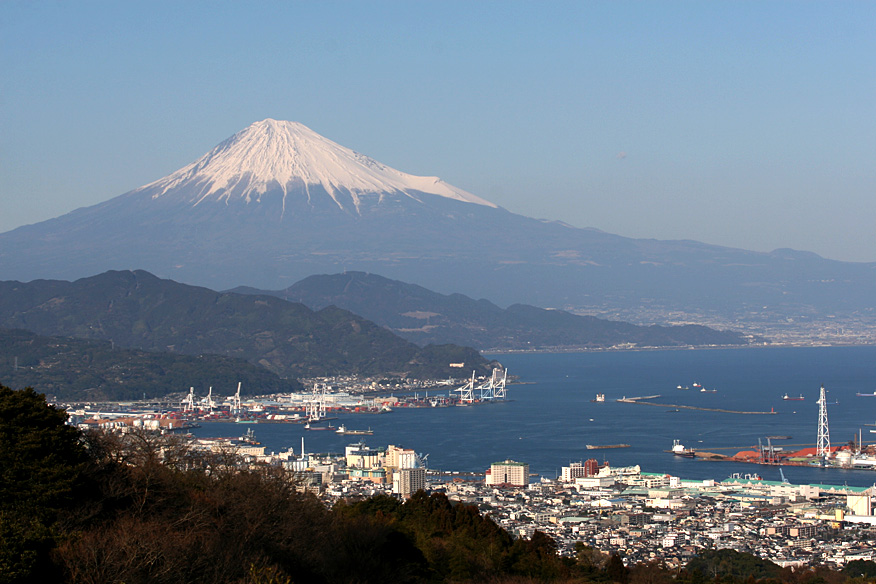
日本平から望む富士山と清水港

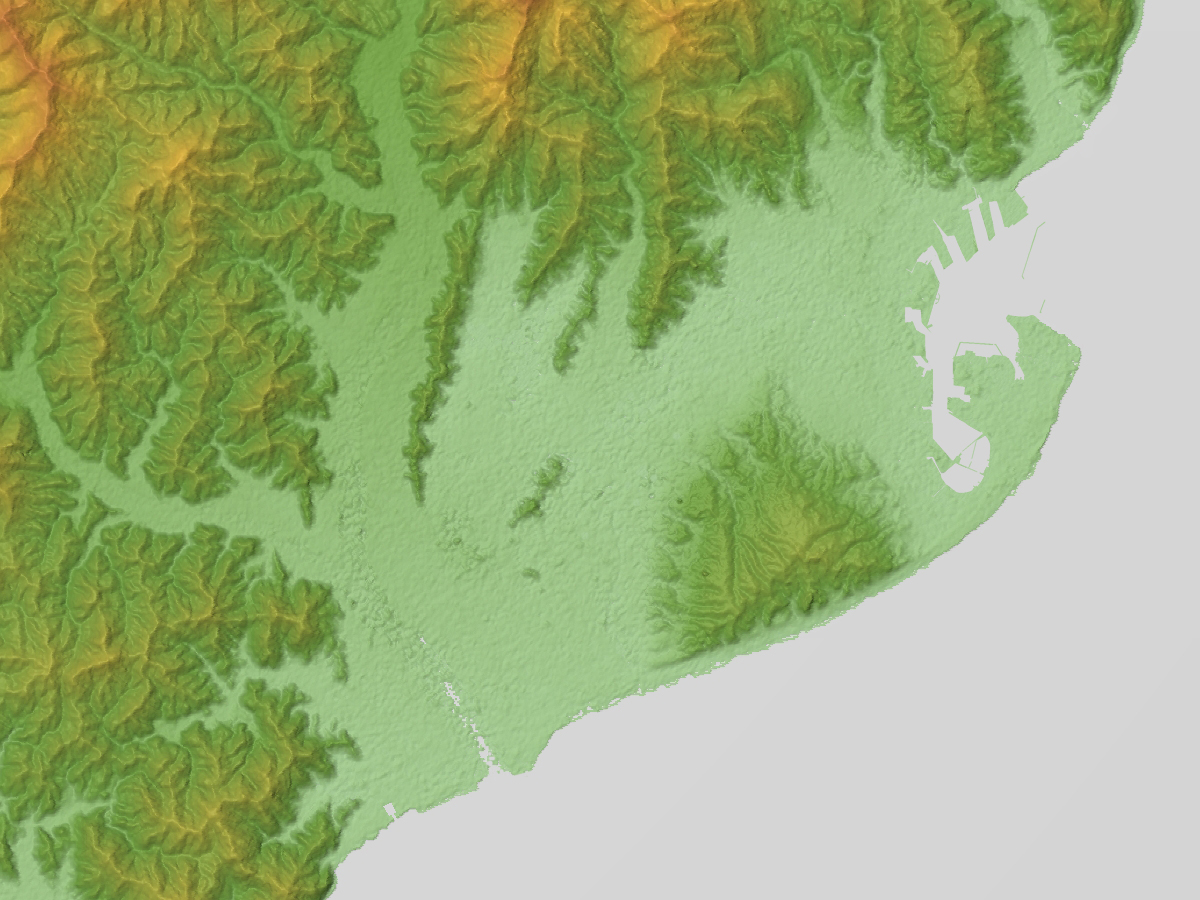
静岡市周辺の地形図。中央右が有度山および日本平

日本平は駿河湾の沿岸近くにある有度山（うどやま）の山頂とその一帯で、富士山や伊豆半島が駿河湾越しに見え、北には赤石山脈（南アルプス）も望める。眼下には清水区の街並みと清水港が広がり、夜景のスポットにもなっている。 1950年（昭和25年）、毎日新聞社主催の観光地百選において、平原の部で第1位となり、 1959年（昭和34年）には国の名勝にも指定された。1980年（昭和55年）の日本観光地百選コンクールでも第1位となった。2016年（平成28年）には、「日本夜景遺産」に認定された。
最高地点の有度山山頂は標高307メートルで、山腹には広葉樹林が多く、茶畑やミカン畑が広がる。有度山を中心とした丘陵は撓曲によってできたもので、過去10万年間で300メートルも隆起しており、これは日本でも有数の激しい地殻変動である。丘陵の海側は急峻な地形となっているが、これは波や沿岸流に削り取られたためである。この土砂は沿岸流に流され三保半島を形成する要因となった。丘陵の西から北縁にかけては活断層が走る。有度山の名称は駿河国に有度郡（うどのこおり/うどぐん）が置かれていたことに由来する。

## 施設・旧跡
丘陵南域の久能山（標高216メートル）の山腹には徳川家康ゆかりの久能山東照宮があり、日本平山頂から東照宮までを日本平ロープウェイが結んでいる。また、童謡「赤い靴」にモデルになった女の子とその母親が清水区宮加三（旧不二見村）の出身であったことからその母子像が山頂部に置かれている。
山頂部には「山頂吟望台」と2018年（平成30年）11月3日にオープンした「日本平夢テラス」と「東展望台」があり、富士山と清水港などの展望地となっている。山頂付近に日本平ホテル、日本平ゴルフクラブ、梅園があり、また静岡県内の各放送局が共同で建設した、日本平デジタルタワーが置かれている。
中腹の駿河区側には日本平動物園、静岡県舞台芸術公園、遊木（ゆうき）の森が、清水区側には清水エスパルスの本拠地である静岡市清水日本平運動公園球技場がある。

## ギャラリー

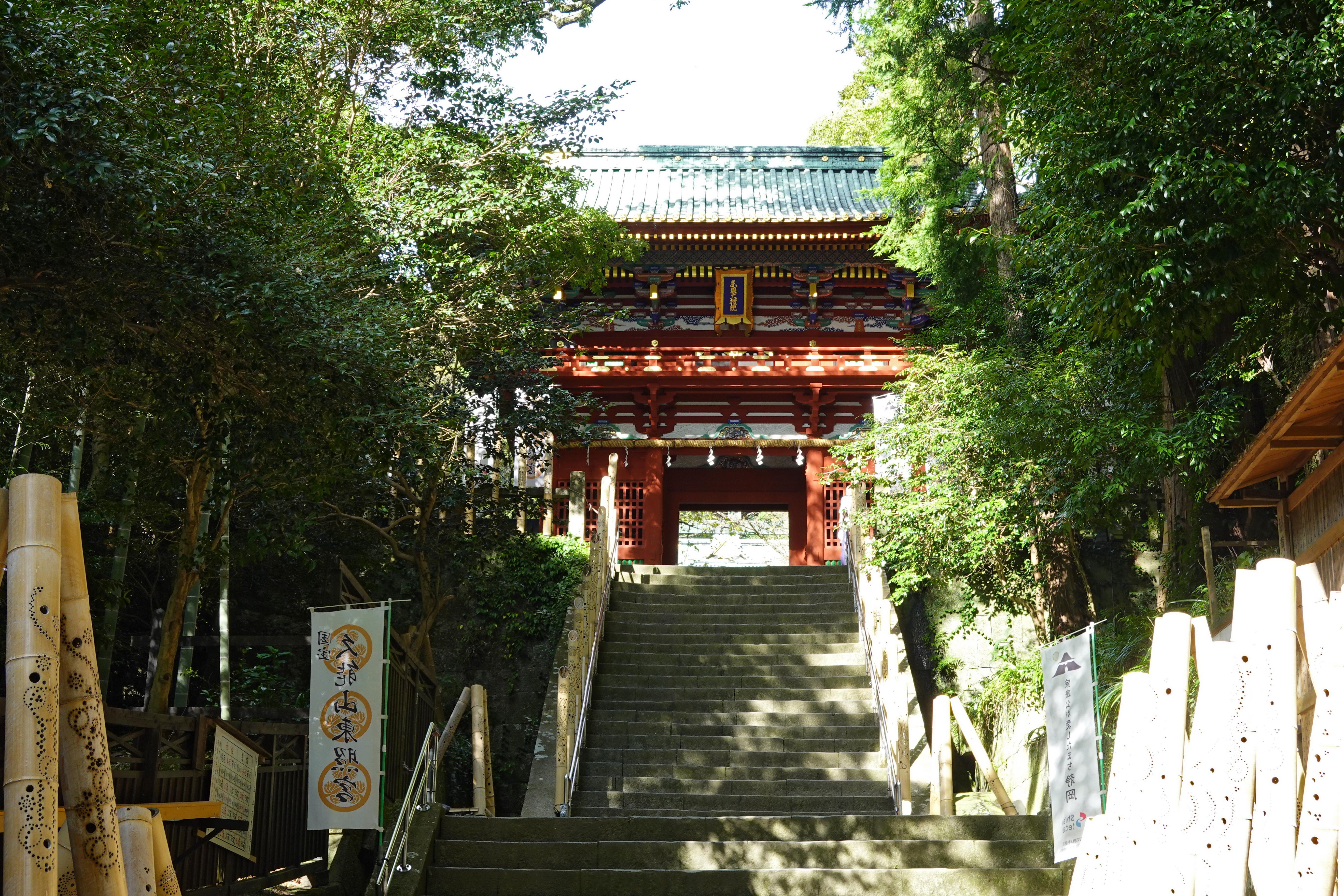
久能山東照宮
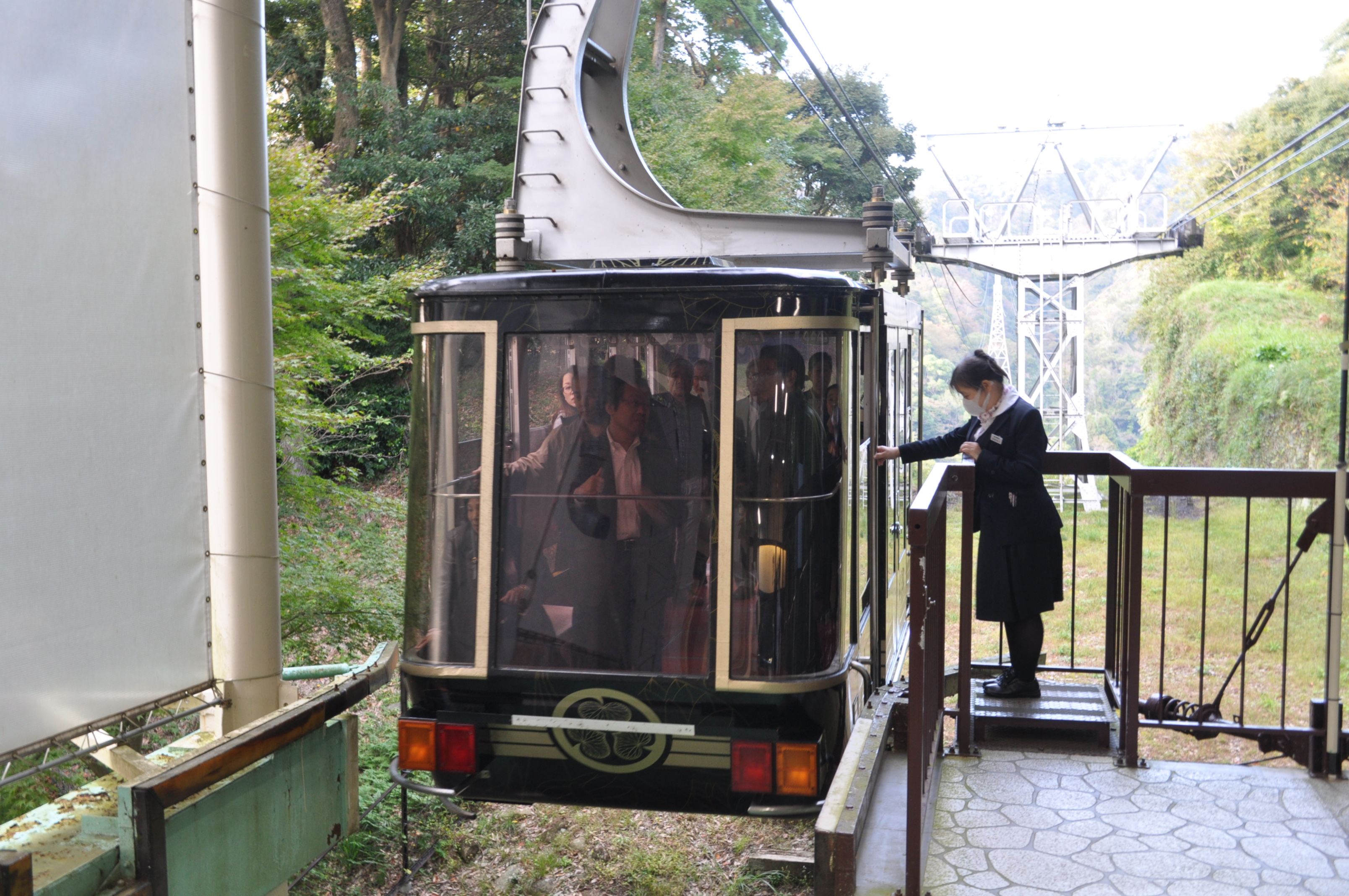
日本平ロープウェイ (2016年11月13日撮影)
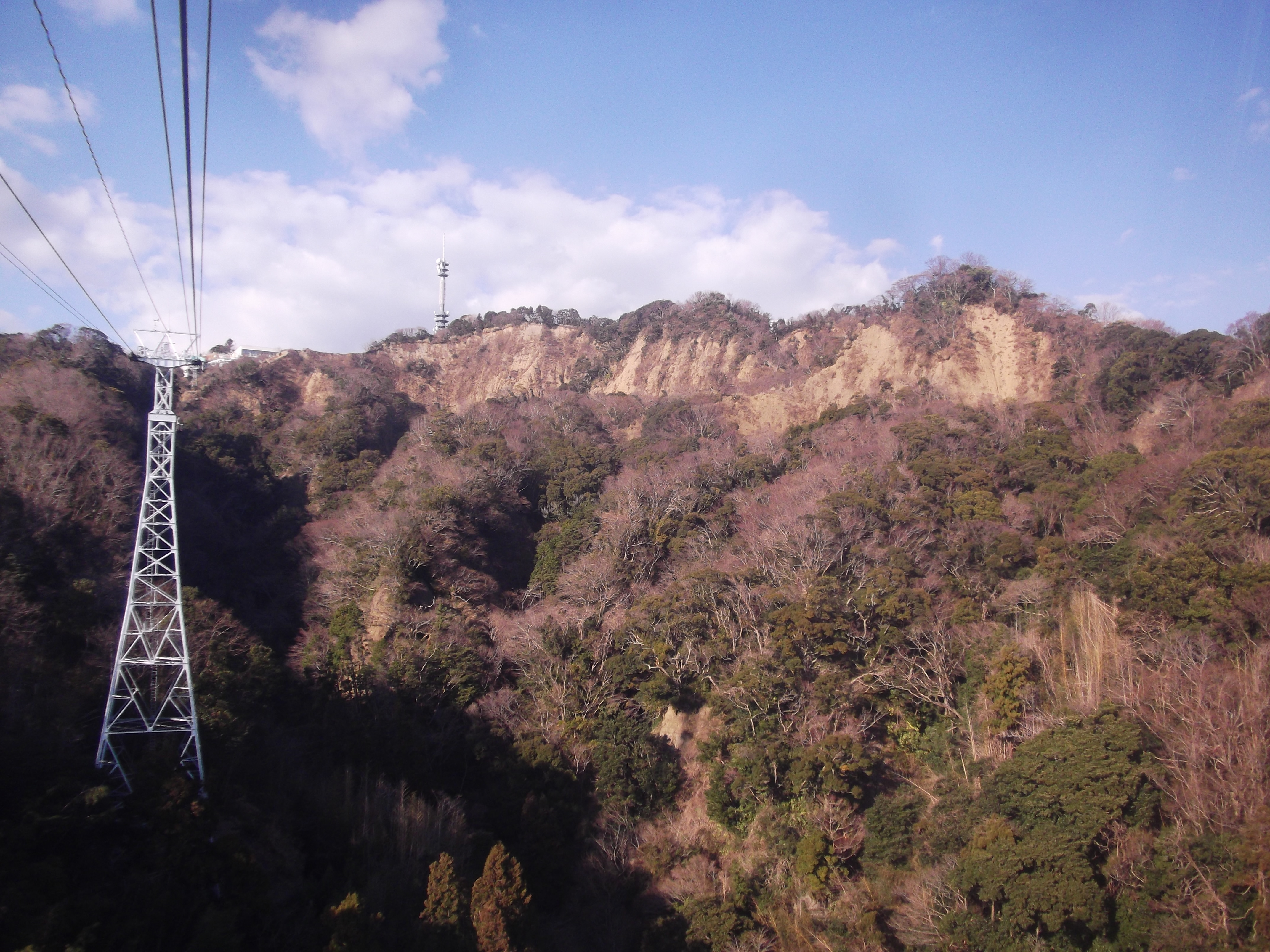
ロープウェイの途上から北を望む (2016年2月3日撮影)
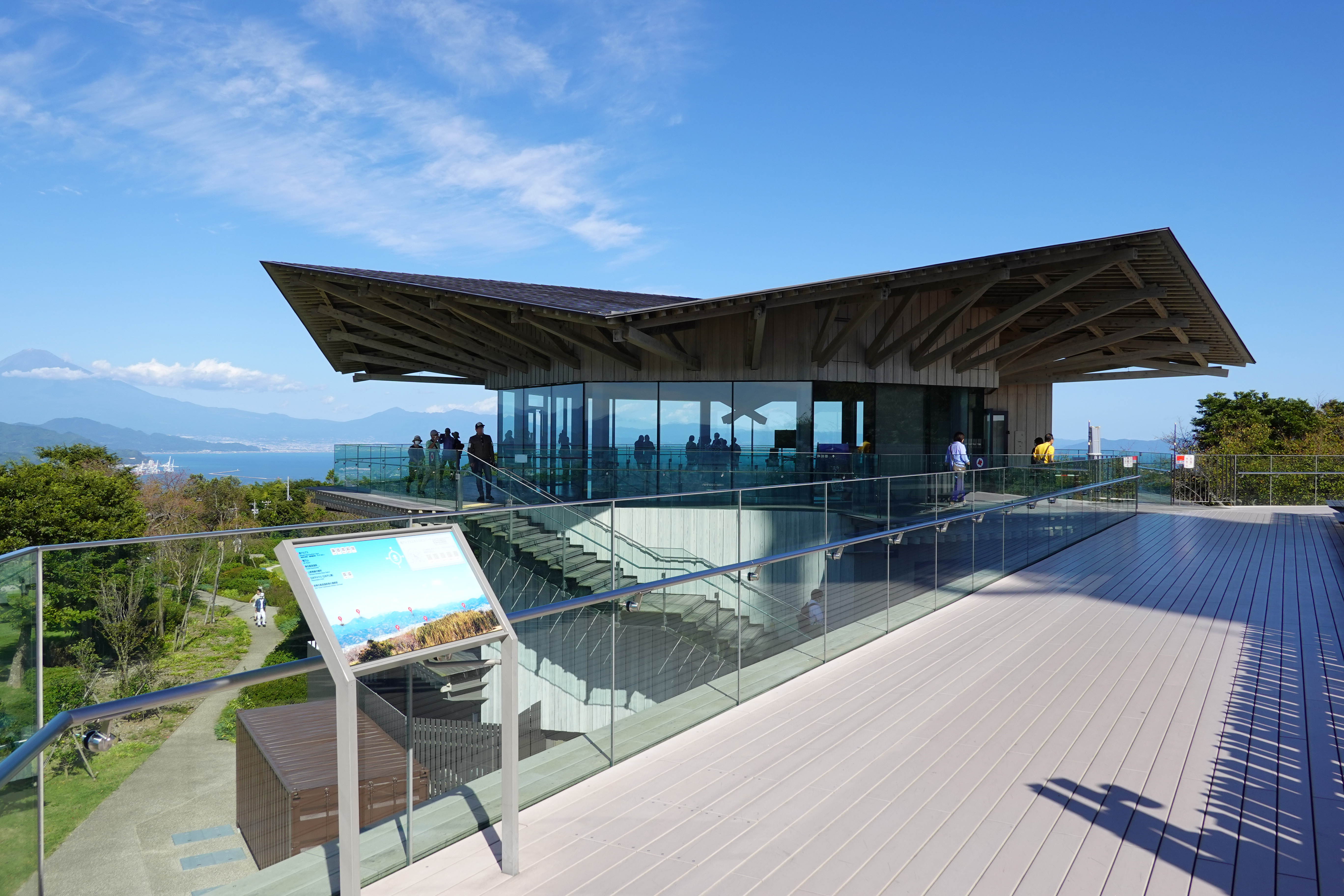
日本平夢テラス
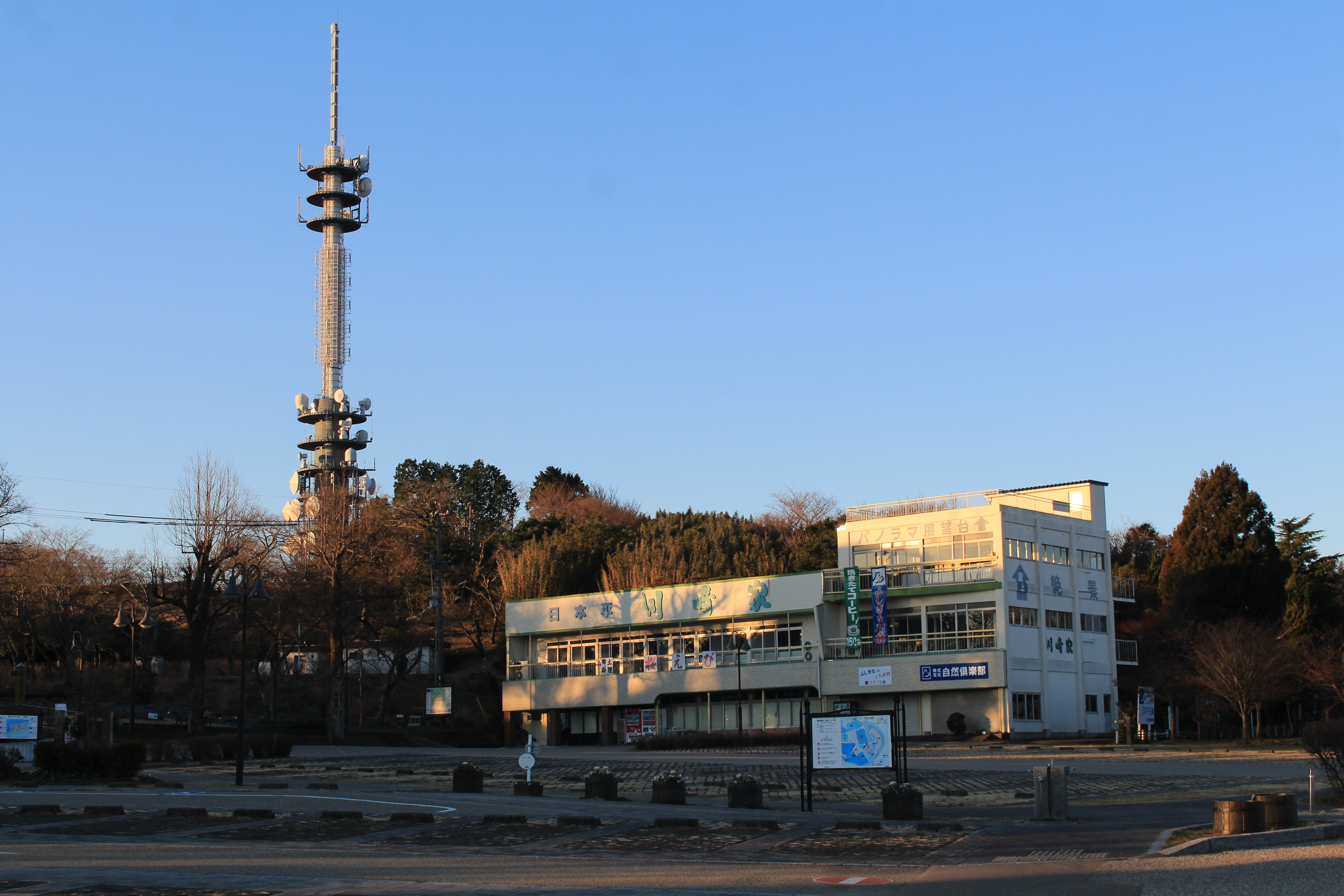
日本平デジタルタワーと売店・食堂 (屋上にパノラマ展望台がある)
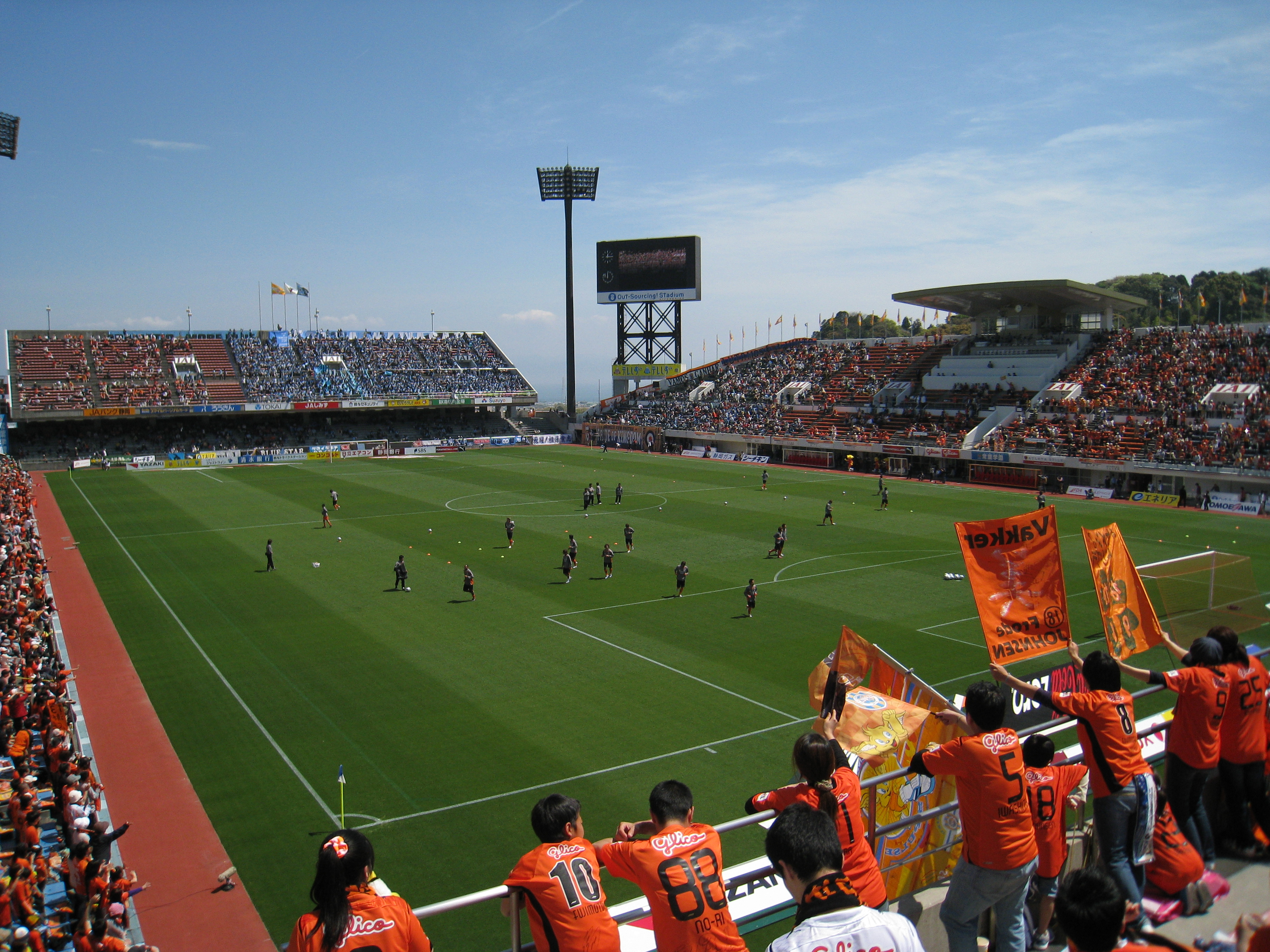
静岡市清水日本平運動公園球技場 (IAIスタジアム日本平)

## 静岡市道池田日本平線
丘陵には、静岡県道路公社が観光振興や地域開発を目的として、東西に走る有料の「日本平パークウェイ」が造られ、1964年（昭和39年）3月1日に全線の供用を開始した。静岡側から丘陵の日本平山頂まで登る道路「日本平パークウェイ」と、清水側から日本平山頂を結ぶ「清水日本平パークウェイ」で二分され、この二つの道は山頂でつながっている。一帯は「日本平・三保の松原県立自然公園」に指定されていて、お茶畑や富士山の眺めが良いところでよく知られる。2004年（平成16年）4月1日には無料化され、「日本平パークウェイ」は「静岡市道池田日本平線」となった。
--
長きにわたり、漫画「頭文字D」を真似てドリフト走行することを目的とする走り屋が夜間に集い問題となっていたが、静岡県警察は道路交通法違反（共同危険行為）やカラー舗装の路面に付けられたタイヤ痕を器物損壊行為として摘発および逮捕を進めた。また、有料道路だった当時は道路運送法により、125 cc以下の自動二輪車、原動機付き自転車、自転車、歩行者は通行禁止とされていた。無料化された後も、静岡県公安委員会の方針により、引き続き自転車と歩行者は通行が禁止されている。

## その他
日本平の西寄りにある現在の「大谷ゴルフ場」の敷地は、当初は自動車用の｢日本平スピードウェイ｣と称するショートオーバルのサーキットを設ける予定であったが、諸問題により造成中に建設が中止された。

## 日本平が舞台の作品
映画『花ひらく娘たち』（1969年、日活、監督・斎藤武市、主演・吉永小百合）

## アクセス
- JR静岡駅北口、又は東静岡駅南口から路線バス。しずてつジャストライン日本平線・ 42 日本平ロープウェイ行きで、静岡駅より約45分。
- 自動車では、東名高速道路の静岡IC又は清水ICが最寄りのインターチェンジである。またはETC専用の日本平久能山スマートインターチェンジが最寄りである。なお、山麓を走る東名高速道路上り線側に、日本平パーキングエリアがある。